# Biến phi cục bộ
Trong lý thuyết ngôn ngữ lập trình, một biến phi cục bộ (tiếng Anh: non-local variable) là một biến không được định nghĩa trong tầm vực cục bộ (local scope). Mặc dù thuật ngữ này có thể đề cập đến biến toàn cục (global variable), nó chủ yếu được dùng trong ngữ cảnh của hàm lồng nhau và ẩn danh trong đó một số biến có thể không nằm trong tầm vực cục bộ cũng như toàn cục.
Trong Lua chúng được gọi là upvalues của hàm.